# Yes or Yes (bài hát)
"Yes or Yes" là bài hát được thu âm bởi nhóm nhạc nữ Hàn Quốc Twice, là ca khúc chủ đề và là đĩa đơn dẫn đường cho EP cùng tên của nhóm. Bài hát được phát hành vào ngày 5 tháng 11 năm 2018 bởi JYP Entertainment và do Iriver phân phối. Bài hát được Sim Eun-jee viết lời và sáng tác bởi David Amber và Andy Love.

## Bối cảnh
Đầu tháng 10 năm 2018, các bảng quảng cáo với cụm từ "Do you like Twice? Yes or Yes" (tiếng Hàn: "트와이스 좋아하세요? YES or YES") được đưa lên bảng quảng cáo tàu điện ngầm, thu hút sự chú ý trực tuyến. Ngày 11 tháng 10, JYP Entertainment đã xác nhận rằng Twice đã lên kế hoạch phát hành album tiếng Hàn thứ ba trong năm vào ngày 5 tháng 11 và tên ca khúc chính của album "Yes or Yes", cùng tên với album, được tiết lộ vào ngày 20 tháng 10 trong một đoạn clip ngắn nhằm kỉ niệm năm hoạt động thứ ba của nhóm.
Để quảng bá cho ca khúc, JYP Entertainment đã cho tung ra ba teaser ngắn chia thành ba phiên bản "Y", "E" và "S" lần lượt 0 giờ vào các ngày 28, 29 và 30 tháng 10. Các teaser có nội dung nối tiếp nhau, bắt đầu với cảnh trong một khu rừng rậm, thành viên Jeongyeon lái chiếc xe đến với "TWICE Square". Sau đó, thành viên Mina xuất hiện giới thiệu bài hát "Này chàng trai. Em sẽ khiến mọi thứ đơn giản hơn. Anh chỉ có hai lựa chọn. Có hay có?" ("Hey boy, look, I'm going to make this simple for you. You got two choices: Yes, or yes") và cảnh các thành viên thực hiện vũ đạo của bài hát. Ngày 3 tháng 11, nhóm cũng tung ra một đoạn video ngắn giới thiệu một phần các bài hát trong album, trong đó có cả ca khúc chủ đề "Yes or Yes".

## Sáng tác
"Yes or Yes" được sáng tác bởi David Amber và Andy Love, viết lời bởi Sim Eun-jee. David Amber trước đây từng đồng sáng tác "Heart Shaker" và Sim Eun-jee đồng viết lời cho ca khúc "Knock Knock". "Yes or Yes" được mô tả là một bài hát "color pop" tươi sáng và sống động thuộc thể loại synth-pop với những ảnh hưởng từ các thể loại Motown, reggae và Arena pop. Về phần lời, nó nói về việc chỉ có thể trả lời "có" cho một lời tỏ tình.

## Video âm nhạc
Video âm nhạc của ca khúc được thực hiện bởi Naive, vốn là đội sản xuất đã thực hiện một vài video âm nhạc trước đó cho nhóm. Theo thông báo chính thức từ YouTube, video ghi nhận đạt được 31,4 triệu lượt xem trên nền tảng này trong 24 giờ đầu tiên, trở thành video âm nhạc có lượt xem trong ngày đầu ra mắt nhiều thứ bảy vào thời điểm lúc bấy giờ. Theo như công ty chủ quản, "Yes or Yes" cũng là bài hát có video âm nhạc đạt cột mốc 10 triệu nhanh nhất của nhóm nữ ở thời điểm đó. Video đạt 100 triệu lượt xem vào ngày 14 tháng 12, đánh dấu cột mốc 10 video âm nhạc của nhóm vượt qua con số này.
Video thể hiện chín cô gái đang đối mặt với tình cảm của mình thông qua cả các hoạt động bói toán cùng với vũ đạo mạnh mẽ. Sau chuyến xe do Jeongyeon cầm lái, đến phân cảnh các cô gái đang ra sức quyến rũ chàng trai tại hội chợ "TWICE Square" bằng đủ mọi cách trong các bộ trang phục lấy cảm hứng từ thập niên 90 có các hoạt tiết sọc, họa tiết hình thoi cùng các chất liệu da.

## Phiên bản tiếng Nhật
Ngày 9 tháng 1 năm 2019, JYP Entertainment ấn định Twice sẽ phát hành album tổng hợp tiếng Nhật thứ hai của nhóm mang tên #Twice2 vào ngày 6 tháng 3. Album gồm 10 phiên bản bài hát cả tiếng Hàn và tiếng Nhật của năm ca khúc, trong đó có cả "Yes or Yes". Phần lời phiên bản tiếng Nhật của ca khúc được đồng chắp bút viết bởi tác giả phiên bản tiếng Hàn Sim Eun-jee và Yuka Matsumoto.

## Diễn biến thương mại
"Yes or Yes" ra mắt ở vị trí quán quân trên bảng xếp hạng Gaon Digital Chart và vị trí á quân trên Billboard K-pop Hot 100. Bài hát cũng đạt vị trí thứ năm đồng thời trên bảng xếp hạng Billboard World Digital Songs và bảng xếp hạng Billboard Japan Hot 100.

## Bảng xếp hạng
| Bảng xếp hạng                        | Vị trí cao nhất |
| ------------------------------------ | --------------- |
| Hàn Quốc (Gaon)                      | 1               |
| Hàn Quốc (Billboard K-pop Hot 100)   | 2               |
| Nhật Bản (Japan Hot 100)             | 5               |
| Japan Digital Singles Chart (Oricon) | 14              |
| US World Digital Songs (Billboard)   | 5               |
| Malaysia (RIM)                       | 17              |

| Bảng xếp hạng (2018) | Thứ hạng |
| -------------------- | -------- |
| Hàn Quốc (Gaon)      | 91       |

| Bảng xếp hạng (2019)     | Thứ hạng |
| ------------------------ | -------- |
| Nhật Bản (Japan Hot 100) | 35       |
| Hàn Quốc (Gaon)          | 47       |

## Doanh số và chứng nhận
| Quốc gia                                                                                 | Chứng nhận | Số đơn vị/doanh số chứng nhận |
| Download                                                                                 | Download   | Download                      |
| ---------------------------------------------------------------------------------------- | ---------- | ----------------------------- |
| Hàn Quốc (KMCA)                                                                          | Bạch kim   | 2.500.000*                    |
| Streaming                                                                                |            |                               |
| Nhật Bản (RIAJ)                                                                          | Bạch kim   | 100.000.000                   |
| Hàn Quốc (KMCA)                                                                          | Bạch kim   | 100.000.000                   |
| * Chứng nhận dựa theo doanh số tiêu thụ. · Chứng nhận dựa theo doanh số phát trực tuyến. |            |                               |

## Giải thưởng
| Năm  | Giải thưởng                       | Hạng mục                   | Kết quả | Chú thích |
| ---- | --------------------------------- | -------------------------- | ------- | --------- |
| 2019 | Gaon Chart Music Awards lần thứ 8 | Bài hát của năm – Tháng 11 | Đề cử   | [ 31 ]    |

### Giải thưởng chương trình âm nhạc
| Chương trình              | Ngày                      | Chú thích |
| ------------------------- | ------------------------- | --------- |
| Show Champion (MBC Music) | Ngày 4 tháng 11 năm 2018  | [ 32 ]    |
| M Countdown (Mnet)        | Ngày 15 tháng 11 năm 2018 | [ 33 ]    |
| Inkigayo (SBS)            | Ngày 19 tháng 11 năm 2018 | [ 34 ]    |